# Giovanni de Luna (nobile)
Giovanni de Luna La Cerda, duca di Bivona (Bivona, 1563 circa – Bivona, 1592), è stato un nobile italiano di origine spagnola del XVI secolo.

## Biografia
Nacque a Bivona, nell'omonimo ducato, feudo della famiglia De Luna, da Pietro, I duca di Bivona, e dalla sua seconda consorte, la nobildonna spagnola Ángela de la Cerda y Manuel dei Duchi di Medinaceli. Diversamente dai suoi antenati, non svolse alcuna attività politica e militare.
Alla morte del padre avvenuta nel 1575, succedette a questi nei titoli e nei feudi, ma, essendo minorenne, rimase sotto la tutela materna. Sposò la nobildonna Belladama Settimo Valguarnera, figlia di Carlo, marchese di Giarratana, da cui non ebbe figli.
Morì nel 1592 e con lui si estinse in linea maschile il ramo siciliano della famiglia De Luna. Gli succedette nel possesso dei titoli e dei feudi, la sorellastra Aloisia de Luna Vega, figlia di primo letto del padre, che fu vedova di Cesare Moncada Pignatelli, II principe di Paternò, e di Antonio d'Aragona Cardona, duca di Montalto.

## Ascendenza
|                                              |                                                        |                                                      | Genitori                                                |  |  | Nonni |  |  | Bisnonni                                                |  |  | Trisnonni                                     |  |
|                                              |                                                        |                                                      |                                                         |  |  |       |  |  | Giovanni Vincenzo de Luna Rosso, conte di Caltabellotta |  |  | Sigismondo de Luna Cardona, conte di Sclafani |  |
|                                              |                                                        |                                                      |                                                         |  |  |       |  |  | Giovanni Vincenzo de Luna Rosso, conte di Caltabellotta |  |  | Sigismondo de Luna Cardona, conte di Sclafani |  |
|                                              |                                                        | Beatrice Rosso Spadafora Porcu, contessa di Sclafani |                                                         |  |  |       |  |  | Giovanni Vincenzo de Luna Rosso, conte di Caltabellotta |  |  |                                               |  |
| Sigismondo de Luna Moncada                   |                                                        |                                                      |                                                         |  |  |       |  |  | Giovanni Vincenzo de Luna Rosso, conte di Caltabellotta |  |  |                                               |  |
|                                              |                                                        | Diana Moncada e Moncada                              | Guglielmo Raimondo Moncada Ventimiglia, conte di Adernò |  |  |       |  |  |                                                         |  |  |                                               |  |
|                                              |                                                        | Diana Moncada e Moncada                              | Guglielmo Raimondo Moncada Ventimiglia, conte di Adernò |  |  |       |  |  |                                                         |  |  |                                               |  |
|                                              |                                                        | Diana Moncada e Moncada                              | Contissella Moncada Esfar                               |  |  |       |  |  |                                                         |  |  |                                               |  |
| Pietro de Luna Salviati, duca di Bivona      |                                                        | Diana Moncada e Moncada                              |                                                         |  |  |       |  |  |                                                         |  |  |                                               |  |
|                                              |                                                        | Jacopo Salviati                                      | Giovanni Salviati                                       |  |  |       |  |  |                                                         |  |  |                                               |  |
|                                              |                                                        | Jacopo Salviati                                      | Giovanni Salviati                                       |  |  |       |  |  |                                                         |  |  |                                               |  |
|                                              |                                                        | Jacopo Salviati                                      | Elena Gondi                                             |  |  |       |  |  |                                                         |  |  |                                               |  |
| Luisa Salviati de' Medici                    |                                                        | Jacopo Salviati                                      |                                                         |  |  |       |  |  |                                                         |  |  |                                               |  |
|                                              |                                                        | Lucrezia di Lorenzo de' Medici                       | Lorenzo de' Medici, signore di Firenze                  |  |  |       |  |  |                                                         |  |  |                                               |  |
|                                              |                                                        | Lucrezia di Lorenzo de' Medici                       | Lorenzo de' Medici, signore di Firenze                  |  |  |       |  |  |                                                         |  |  |                                               |  |
|                                              |                                                        | Lucrezia di Lorenzo de' Medici                       | Clarice Orsini                                          |  |  |       |  |  |                                                         |  |  |                                               |  |
| Giovanni de Luna La Cerda, duca di Bivona    |                                                        | Lucrezia di Lorenzo de' Medici                       |                                                         |  |  |       |  |  |                                                         |  |  |                                               |  |
|                                              | Juan de la Cerda y Vique de Orejón, duca di Medinaceli | Luis de la Cerda y Vega, duca di Medinaceli          |                                                         |  |  |       |  |  |                                                         |  |  |                                               |  |
|                                              | Juan de la Cerda y Vique de Orejón, duca di Medinaceli | Luis de la Cerda y Vega, duca di Medinaceli          |                                                         |  |  |       |  |  |                                                         |  |  |                                               |  |
|                                              | Juan de la Cerda y Vique de Orejón, duca di Medinaceli | Catalina Vique de Orejón                             |                                                         |  |  |       |  |  |                                                         |  |  |                                               |  |
| Juan de la Cerda y Silva, duca di Medinaceli | Juan de la Cerda y Vique de Orejón, duca di Medinaceli |                                                      |                                                         |  |  |       |  |  |                                                         |  |  |                                               |  |
|                                              |                                                        | María de Silva y Toledo                              | Juan de Silva, conte di Cifuentes                       |  |  |       |  |  |                                                         |  |  |                                               |  |
|                                              |                                                        | María de Silva y Toledo                              | Juan de Silva, conte di Cifuentes                       |  |  |       |  |  |                                                         |  |  |                                               |  |
|                                              |                                                        | María de Silva y Toledo                              | Catalina de Toledo y Pimentel                           |  |  |       |  |  |                                                         |  |  |                                               |  |
| Ángela de la Cerda y Manuel                  |                                                        | María de Silva y Toledo                              |                                                         |  |  |       |  |  |                                                         |  |  |                                               |  |
|                                              |                                                        | Sancho de Noroña y Bragança, conte di Faro           | Alfonso de Bragança y Castro, conte di Castro           |  |  |       |  |  |                                                         |  |  |                                               |  |
|                                              |                                                        | Sancho de Noroña y Bragança, conte di Faro           | Alfonso de Bragança y Castro, conte di Castro           |  |  |       |  |  |                                                         |  |  |                                               |  |
|                                              |                                                        | Sancho de Noroña y Bragança, conte di Faro           | María Enríquez de Noroña y Sousa, contessa di Odemira   |  |  |       |  |  |                                                         |  |  |                                               |  |
| Joana Manuel de Noroña y Fabra               |                                                        | Sancho de Noroña y Bragança, conte di Faro           |                                                         |  |  |       |  |  |                                                         |  |  |                                               |  |
|                                              |                                                        | Angela Fabra y Centelles                             | Gaspar Fabra, signore di Barigadu                       |  |  |       |  |  |                                                         |  |  |                                               |  |
|                                              |                                                        | Angela Fabra y Centelles                             | Gaspar Fabra, signore di Barigadu                       |  |  |       |  |  |                                                         |  |  |                                               |  |
|                                              |                                                        | Angela Fabra y Centelles                             | Isabel Centelles y Virraragut                           |  |  |       |  |  |                                                         |  |  |                                               |  |
|                                              |                                                        | Angela Fabra y Centelles                             |                                                         |  |  |       |  |  |                                                         |  |  |                                               |  |